# Centerfold
Centerfold (engelska för "mittuppslag") är en rocklåt av den amerikanska musikgruppen The J. Geils Band från 1981, skriven av gruppens keyboardist Seth Justman. Låten finns med på studioalbumet Freeze Frame. Centerfold var gruppens största hit i USA där den var singeletta i sex veckor, och blev deras kändaste internationellt sett. Låten kännetecknas av en distinkt återkommande melodislinga. Texten handlar om en man som upptäcker sin gamla tonårskärlek från high school i en utvikningsbild i ett herrmagasin, och hans dubbla känslor inför detta.

## Listplaceringar
| Lista (1981-1982) | Position              |
| ----------------- | --------------------- |
| Australien        | 1                     |
| Finland           | 25                    |
| Frankrike         | 54                    |
| Irland            | 2                     |
| Kanada            | 1 (RPM)               |
| Nederländerna     | 4                     |
| Nya Zeeland       | 5                     |
| Schweiz           | 4                     |
| Storbritannien    | 3 (UK Singles Chart)  |
| Sverige           | 8 (Topplistan)        |
| USA               | 1 (Billboard Hot 100) |
| Västtyskland      | 13                    |
| Österrike         | 11                    |